# مايك كومي
مايك كومي (بالإنجليزية: Mike Kume) هو لاعب كرة قاعدة أمريكي، ولد في 19 مايو 1926 في Premier, West Virginia ‏ في الولايات المتحدة، وتوفي في 26 نوفمبر 2012 في ريتشموند في الولايات المتحدة.

## وصلات خارجية
- مايك كومي على موقعبيزبول رفرنس.كوم (الدوري الرئيسي) (الإنجليزية)
- مايك كومي على موقعبيزبول رفرنس.كوم (الدوري الثانوي) (الإنجليزية)